# Арменска АЕЦ
Арменска АЕЦ (на арменски: Հայկական ատոմային էլեկտրակայան), наричана още АЕЦ Мецамор (на арменски: Մեծամորի ատոմային էլեկտրակայան), е атомна електрическа централа, разположена близо до град Мецамор в Армения. Това е единствената АЕЦ в Задкавказието. Състои се от два енергоблока с реактори тип ВВЕР-440, от които функционира само един. Електрическата мощност на реактора е 407,5 MW, а топлинната мощност е 1375 MW. Централата е произвела приблизително 40% от електричеството в Армения през 2015 г.

## История
План за построяването на АЕЦ в Армения съществува от 1966 г., когато на базата на 3-годишно проучване СССР преценява, че за покриването на енергийните нужди на Арменската ССР е нужна атомна електроцентрала. Арменската АЕЦ е първият съветски проект за АЕЦ в сеизмична зона.
Строителството на електроцентралата започва през 1970-те години. Първият енергоблок със сеизмичен дизайн е въведен в експлоатация на 22 декември 1976 г., а вторият – на 5 януари 1980 г. През 1983 г. започват строителни работи по въвеждането на 3 и 4 енергоблокове, но след Чернобилската авария през 1986 г. този план е осуетен. След разрушителното земетресение в Спитак на 7 декември 1988 г. СССР взема решение да спре работата на Арменската АЕЦ, поради съображения за безопасност. 1 и 2 блок са спрени съответно на 25 февруари 1989 г. и 18 март 1989 г. След разпадането на СССР страната изпада в тежка енергийна криза и през 1993 г. е взето решение централата да заработи отново. След две години ревизия на мерките за безопасност, втори енергоблок отново започва работа на 5 ноември 1995 г. Безопасността на централата се развива. През 2004 г. ЕС предлага 200 милиона евро на Армения за да затвори атомната си централа, поради съображения за сигурност, но офертата е отхвърлена. През 2015 г. е приет план за удължаване на живота на централата до 2026 г.

## Реактори
| Реактор   | Тип       | Чиста мощност | Статут   | Пуснат            | Спрян   |
| --------- | --------- | ------------- | -------- | ----------------- | ------- |
| Армения-1 | ВВЕР-440  | 376 MW        | спрян    | 1976 г.           | 1989 г. |
| Армения-2 | ВВЕР-440  | 376 MW        | работещ  | 1980 г.           | 2026 г. |
| Армения-3 | ВВЕР-1000 | 1060 MW       | планиран | очаква се 2026 г. |         |

След аварията в АЕЦ Фукушима през 2011 г. е моделирана сходна аварийна ситуация в Арменската АЕЦ и е установено, че подобен риск не грози Арменската АЕЦ.